# Bartholomäuskirche (Neuenkirchen/Lüneburger Heide)

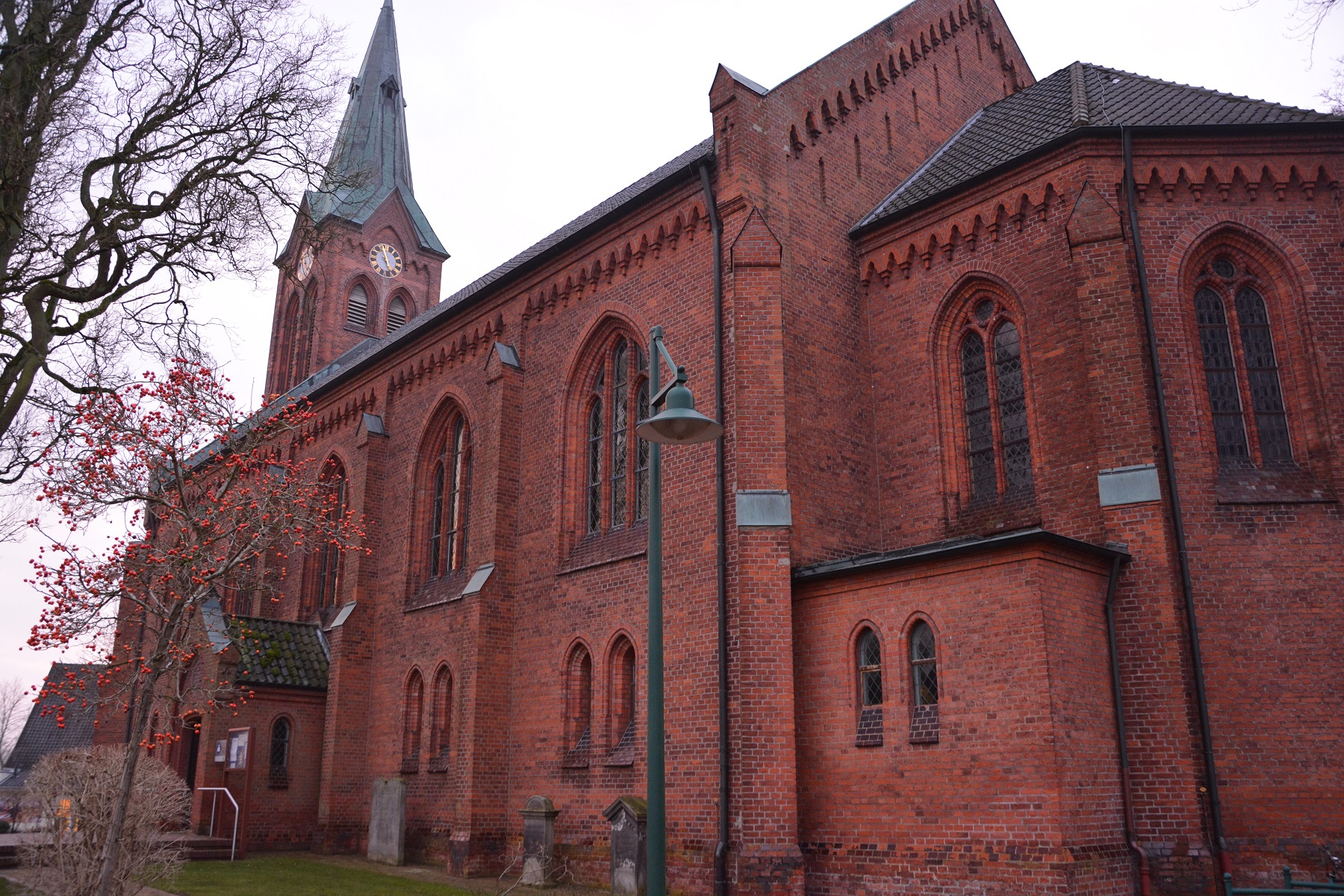
Bartholomäuskirche (2018)

Die Bartholomäuskirche ist ein evangelisch-lutherisches Kirchengebäude in der Gemeinde Neuenkirchen im niedersächsischen Heidekreis. Die Kirchengemeinde Neuenkirchen gehört zum Kirchenkreis Rotenburg (Wümme) der Evangelisch-lutherischen Landeskirche Hannovers.

## Ausstattung

### Kreuzigungsgruppe
Zu den ältesten Gegenständen in der Kirche gehört die Kreuzigungsgruppe über dem Altar, die vom Ende des 15. Jahrhunderts stammt. Ursprünglich hatte sie in der alten Kirche auf einem Triumphbogen zwischen Chorraum und Kirchenschiff ihren Platz. Erst bei der Kirchenrenovierung 1939 wurde sie über dem Altar aufgestellt.

### Abendmahlskelche
Der älteste Abendmahlskelch stammt aus dem Jahre 1678.

### Taufbecken
Das Taufbecken ist ein Bronzekessel auf drei Stützfiguren, die angeblich ursprünglich auf einem Bronzering gestanden haben sollen. Das Becken trägt eine Inschrift – in Spiegelschrift. Sie lautet: „Orate pro ludeke mils unde sin vrowe“ (auf Deutsch: Betet für „Ludeke Mils“ und seine Frau!). Zeitpunkt der Herstellung: Ende des 14. Jahrhunderts. Da der Bronzering nicht mehr vorhanden ist, wurde ein Sandsteinsockel angefertigt, damit das Taufbecken eine normale Höhe hat.

### Orgel

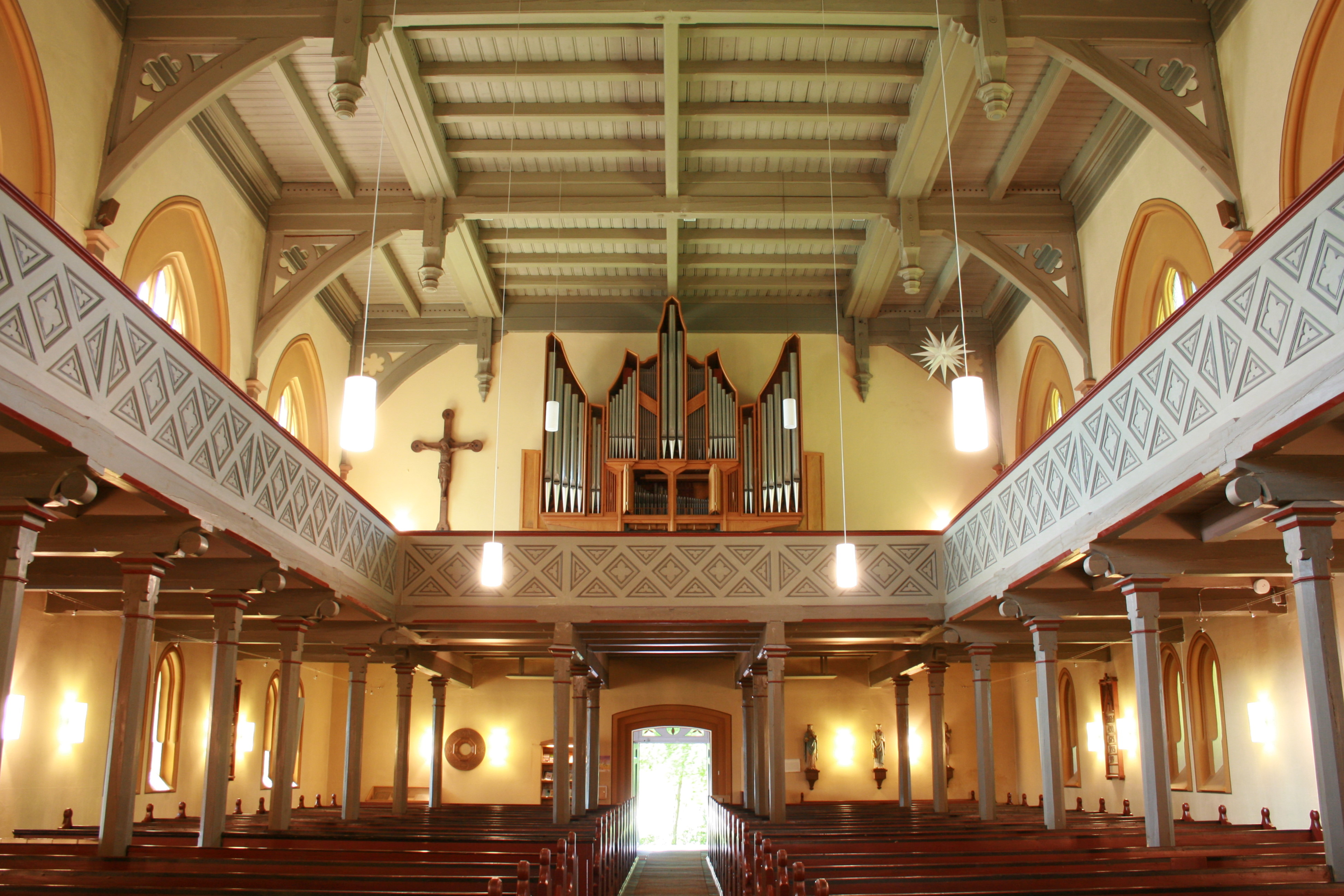
Blick auf die Orgel

Die Orgel wurde 1958 eingeweiht und besitzt 1425 Pfeifen. Sie wurde 1968 generalüberholt und 1976 klangverbessert.

### Glocken
Im 36,60 Meter hohen Turm hängt ein dreistimmiges Geläut, welches eine seltene Disposition aufweist.
Bis in das Jahr 1630 kann man die Geschichte der Glocken zurückverfolgen. Von der damals gegossenen Glocke ist folgende Inschrift bekannt: AN GOTTES SEGEN IST ALLES GELEGEN. DORCHS FEUER FLOSS ICH, CLAWS JÜRGENS GOSS MICH. ANNO 1630 BSK. Diese Glocke war in einem Holzturm untergebracht, der 104 Fuß (~31,70 m) hoch war. Beim Neubau der Kirche wurden 1880 drei neue Glocken bei der Gießerei Otto in Bremen-Hemelingen ergossen. Sie erklangen in den Tönen d′, fis′ und a′. Im Ersten Weltkrieg mussten die beiden großen abgegeben werden. Die dritte verblieb im Turm. 1921 wurden dann bei J. F. Weule drei neue Eisenglocken angeschafft und die verbliebene Bronzeglocke aufgrund von fehlender Harmonie weggegeben. Über deren Verbleib ist nichts bekannt. Nach der Stilllegung von den Glocken 2 und 3 wurden sie abgehängt. Danach wurde das jetzige Geläut gegossen:
| Nr. | Gussjahr | Gießer, Gussort            | Durchmesser (mm) | Schlagton |
| 1   | 1971     | Glockengießerei Heidelberg | 1300             | dis1      |
| 2   | 1971     | Glockengießerei Heidelberg |                  | gis1      |
| 3   | 1971     | Glockengießerei Heidelberg | 830              | ais1      |